# ギリシャの国旗
ギリシャの国旗は青と白の十字及び縞で出来た旗。元軍旗、軍艦旗、商船旗。9本の縞はギリシャ独立戦争時の鬨の声である「自由か死か（Ελευθερία ή Θάνατος） 」の9音節を表す。1821年に起きた、トルコからの独立を求める反乱の際、パトラの府主教ゲルマノスが白地に青十字を掲げたことに由来する。ギリシャ反乱以降から軍事政権時代までは、それまでのものと色を反転させた、青地に白い十字の旗を陸上用に、十字に縞模様の旗を船用旗や軍艦旗といった海上用に使っていた。軍事政権が崩壊したあとの1978年に、現在の十字と縞模様の国旗が制定された。
ギリシャの国旗はオリンピック発祥国として近代オリンピックの閉会式の際に国歌の演奏とともに掲揚される。

白地に青い十字を描いた旗を祝福するパトラの府主教ゲルマノス

海軍用国籍旗
大統領旗
陸軍旗
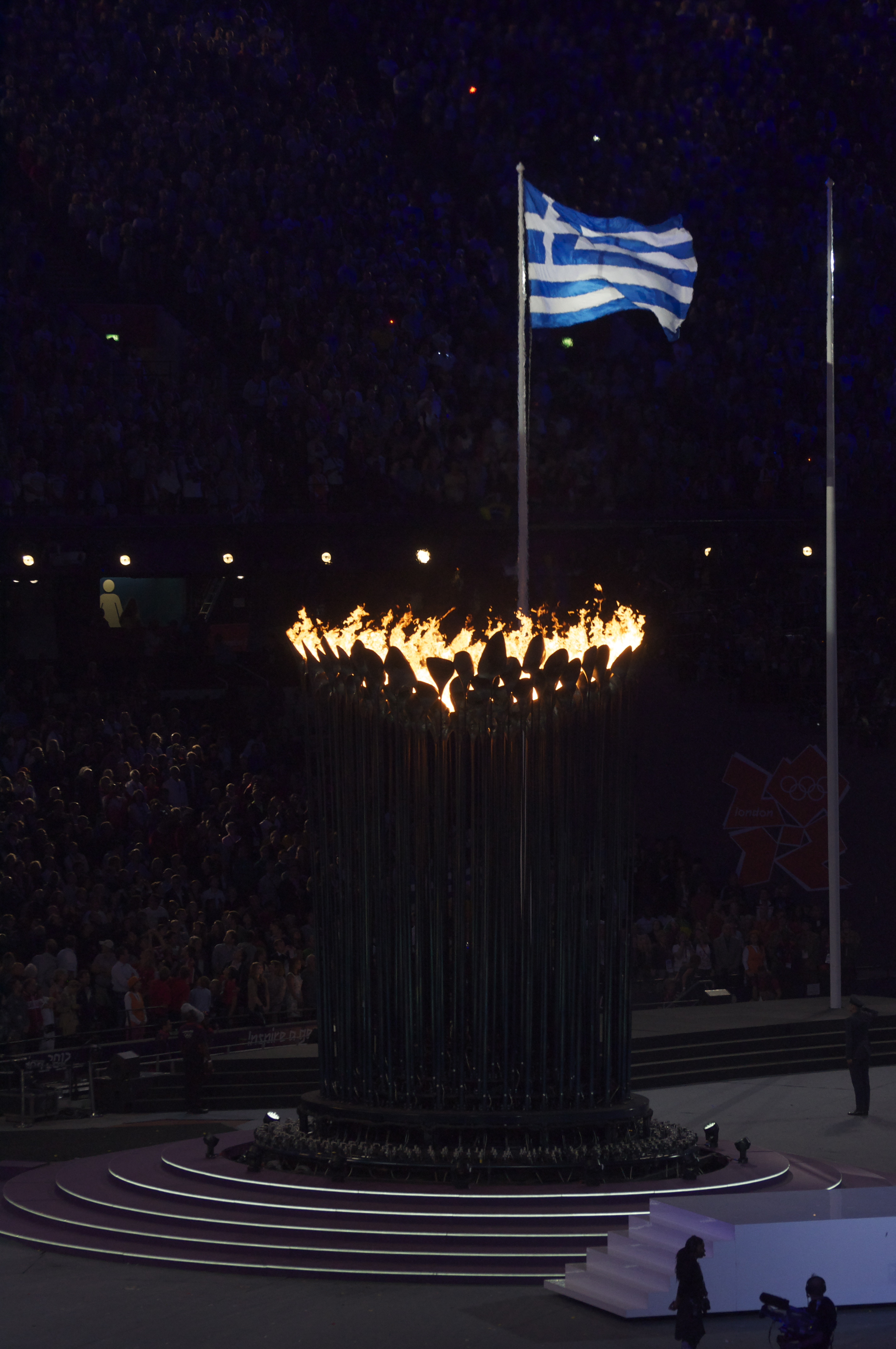
2012年ロンドンオリンピック閉会式で掲揚されるギリシャ国旗
ギリシャ国旗の図

## 歴史的な旗

### 国旗

14世紀・パレオロゴス朝東ローマ帝国（ビザンツ帝国）の旗
?オスマン帝国時代のギリシャ系正教徒（「ルーム」）の旗（1453–1793）
?イオニア七島連邦国の旗
?白地に青い十字をいた旗（1821年）
?1822年の国旗
?1822年-1969年の国旗
?1833年-1858年の国旗
?1858年-1862年の国旗
?1863年-1924年の国旗
?イカリア自由国の国旗
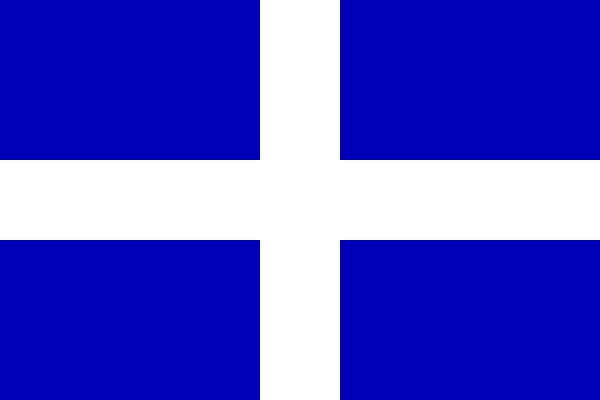
?1924年-1935年の国旗
?1935年の国旗
?1935年-1969年の国旗
?軍事政権時代の国旗（1970年-1975年）
?1975年-1978年の国旗

### 軍艦旗、商船旗、空軍旗、海軍用司令旗

1822年-1828年の商船旗
1828年-1970年の商船旗、現在のギリシャの国旗でもある
海軍用指令旗
1833年-1858年の軍艦旗
1858年-1862年の軍艦旗
1863年-1924年の軍艦旗
1924年-1935年の軍艦旗。また、現在のギリシャの国旗と同一である。
1935年の軍艦旗
1935年-1969年の軍艦旗
1973年-1978年の空軍旗

### その他

?1924年-1935年の大統領旗
?1935年の王室旗
?1973年-1974年の大統領旗
?ギリシャ沿岸警備隊の旗(1964年～1980年)